# Б'єрн Тоурдарсон
Б'єрн Тоурдарсон (ісл. Björn Þórðarson; 6 лютого 1879 — 25 жовтня 1963) — ісландський політик, прем'єр-міністр країни від грудня 1942 до жовтня 1944 року. Сформував єдиний в історії Ісландії кабінет, що не мав парламентської підтримки.
За часів його прем'єрства було проголошено повну незалежність Ісландії від Данії. У той період Ісландія була окупована Сполученими Штатами.